# Javier Bertucci
Javier Alejandro Bertucci Carrero (Guanare, estado Portuguesa; 16 de noviembre de 1969) es un pastor evangélico, empresario y político venezolano. Es pastor en la Iglesia Maranatha Venezuela y líder de la organización El Evangelio Cambia. Fue candidato por el partido El Cambio a las elecciones presidenciales de Venezuela de 2018, donde obtuvo el 10,82% de los votos.

## Biografía
Javier Bertucci nació el 16 de noviembre de 1969 en Guanare, estado Portuguesa, en el seno de una familia de campesinos. Bajo la tutoría de su abuela, María de las Nieves, la familia Bertucci se levantó económicamente iniciando en unas tierras pertenecientes a su familia ubicadas en el poblado de San Nicolás, Estado Portuguesa, y la hacienda pudo crecer al diversificar su producción agrícola a baja escala dando mejores posibilidades económicas a su familia.
Bertucci cursó las etapas de educación primaria y secundaria en el pueblo de Yagua (Carabobo, al norte de Valencia). Fue allí donde conoció a Francisco Barrios, su amigo desde los 12 años y actual cuñado, y de su amistad con este tuvo sus primeros contactos con Rebeca Barrios, su esposa.
En el año 1994, a la edad de 24 años, Javier Bertucci contrajo matrimonio con Rebeca Barrios. De este matrimonio nacieron sus 3 hijos, Raquel Rebeca, Valeria Alejandra y Javier Abraham. En la familia se incluyó recientemente un hijo adoptivo. Todos participan de la obra en la congregación Maranatha y en la fundación El Evangelio Cambia.
Según se relata en una biografía, Javier Bertucci inicia vida como creyente en la iglesia cristiana evangélica en el año 1990, cuando tuvo una "experiencia con Dios" a los 21 años.
Mencionada biografía indica que Javier Bertucci decide iniciar la carrera del pastorado un mes después de su matrimonio cuando recibe el "llamado por Dios" (expresión que indica cuando un creyente reconoce la tarea a seguir dentro de una iglesia o en una vida como cristiano). Así es como a partir de 1993, junto a su esposa Rebeca, Bertucci comienza a servir a Dios predicando en plazas, parques y casas. En la década de 1990 la familia Bertucci Barrios se traslada a Valencia, donde residían, y simultáneamente inicia en Tinaquillo (Cojedes, a 48 km. al suroeste de Valencia) en una pequeña iglesia evangélica que se mantuvo allí durante cinco años. Su esposa Rebeca Barrios manifestó en una entrevista que se negaba a la labor evangelista en un pueblo tan alejado de su residencia, pero se apegó a la decisión de su esposo supuestamente guiada por Dios.

### Reconocimientos otorgados
- Condecoración “Orden Batalla de Carabobo” en su Primera Clase, Medallón Dorado. Según quedó dictado por la Secretaría General de Gobierno del estado Carabobo en el DECRETO Nº 1661 de la GACETA Nº 2772 publicada el 10 de noviembre de 2008.[6]
- Orden “Manuel Piar” conferida por la Alcaldía de Caroní el 17 de mayo de 2015.[7]
- Orden "Leonardo Infante" y placa de reconocimiento como "Visitante Ilustre" conferida por la alcaldía del municipio Leonardo Infante en el estado Guárico el 28 de febrero de 2016.[8]
- Reconocimiento por el servicio social y evangelístico, otorgado por el Instituto Frente Cristiano del Sur de San Francisco, Estado Zulia el 24 de septiembre de 2017.[9]
- Conferimiento de Doctorado Honoris Causa de parte de la Universidad Logos International, de Miami, Florida, en virtud de su trayectoria de vida al servicio de su país el 5 de noviembre de 2017.[9]

## Vida empresarial
En una entrevista a CNN en español dijo ser productor agropecuario, y que tiene un empresa registrada en Venezuela desde 1987 del mismo rubro llamada "Agropecuaria los Cedros". Aseguró que su experiencia en el campo y la ganadería han sido fundamentales en su desarrollo económico.

## Carrera política

### Candidatura presidencial en 2018
El 18 de febrero de 2018 anuncia su candidatura presidencial, ese mismo día sus seguidores posicionaron en la red social Twitter en el primer lugar de las tendencias nacionales la etiqueta #EsperanzaConBertucci. Afirma ser "la luz entre las tinieblas" para buscar derrotar en los comicios al mandatario venezolano Nicolás Maduro y conseguir un cambio en el país. Entre sus propuestas como candidato están la apertura de un canal de ayuda humanitaria para Venezuela y el levantamiento del control cambiario. También ha declarado que no gobernaría con el chavismo o con la oposición, de ganar implantaría cadenas dominicales de radio y televisión usando la Biblia y convertiría a los venezolanos en cristianos "devocionales" para implantar "valores cristianos". Se ha posicionado en contra del matrimonio igualitario, pero está de acuerdo en que este asunto se lleve a un referendo consultivo con el pueblo, declarando que Venezuela es un estado democrático según su constitución. Es partidario del aborto solo en casos médicos o que comprometan la vida de la madre.
Javier Bertucci, entre otros puntos, destacó incentivar los valores familiares con proyectos educacionales, profesionalizar a los cuerpos de seguridad, dignificar los servicios públicos y el sistema de salud, garantizar que las necesidades básicas de estudiantes y docentes sean cubiertas, así como también crear un marco legal que genere confianza a inversionistas nacionales e internacionales, fortalecer y devolver la autonomía a los cinco poderes públicos y restablecer las relaciones bilaterales con los países del mundo. En las elecciones presidenciales termina en tercer lugar con el 10,82% de los votos.

### Diputado a la Asamblea Nacional 2021 - 2026
El 15 de septiembre de 2020, Bertucci anuncia en una entrevista con Kico Bautista por el canal Globovision, su candidatura a Diputado 1.º en Lista regional en las Elecciones parlamentarias de Venezuela de 2020 por el estado Carabobo. Esta candidatura sería postulada conjuntamente el 5 de septiembre de 2020 por la plataforma unitaria Alianza Democrática.El 6 de diciembre de 2020 Bertucci es electo diputado a la Asamblea Nacional, por el estado Carabobo para el periodo 2021-2026.

### Candidato a la Gobernación de Carabobo
El 21 de Agosto de 2021, Bertucci anuncia su participación como candidato a la Gobernación del Estado Carabobo. En Octubre, presentó su programa Carabobo para Todos, plan que se enfoca en la reindustrialización de la región, recuperación de los servicios básicos, generación de nuevas fuentes de empleo, así como diversificar la economía del estado.
Es apoyado por los partidos que conforman la Alianza Democrática, a excepción del Movimiento de Integridad Nacional - Unidad, que apoya a Roberto Vernet, candidato independiente. El 9 de noviembre, Pedro Pablo Fernández, denunció que miembros de Esperanza por el Cambio han ofrecido "ofertas" al menos a cinco candidatos de Unión y Progreso, para que expresaran su apoyo a Bertucci. En las elecciones, quedó en tercer lugar.

### Candidatura presidencial en 2024
El 27 de enero de 2024, durante su primera convención, Esperanza por el Cambio proclamó a Javier Bertucci a la candidatura presidencial. En su campaña, indicó que sus propuestas tienen como prioridad la economía, seguido de la salud y la educación. Se comprometió a brindarle apoyo al sector agrícola, mejorar los planes sociales y crear un plan para nivelar de la educación, el cual que estaría "libre de adoctrinamiento político". En dicha elección, obtuvo el 0,52% de los votos, según el Consejo Nacional Electoral; entre tanto, según el Comando Con Venezuela, Bertucci obtuvo solo el 0,19% de los votos.

### Candidato a la Gobernación de Falcón
El 8 de abril, a traves de las redes sociales oficiales de Acción Democrática (facción ad-hoc), se anuncio la postulación de Bertucci a la Gobernación del Estado Falcón. Días después, a través de WhatsApp, anuncio su coalición, la cual lleva por nombre "Falcón Renace Con Fe". Dicha coalición regional, integró a 9 partidos políticos, entre ellos, su partido Esperanza por El Cambio.

## Juicio
En la actualidad no existe un caso penal abierto contra Javier Bertucci
El 2 de julio de 2010 fue arrestado por contrabando agravado y asociación para delinquir, y detenido durante tres días cuando intentó supuestamente de acuerdo la acusación de la fiscalía, trasladar desde el muelle de Ocamar de Puerto Cabello al puerto de Barahona, en República Dominicana, un barco tipo tanquero con 5.000 toneladas métricas de diésel, a través de la empresa Tecnopetrol, según quedó expresado en el expediente GP01-R-2010-000234.
Durante la audiencia de presentación, los fiscales Armando Galindo, Yolanda Carrero y Francisco Leal solicitaron privativa de libertad para Bertucci. El 4 de julio el juez primero en función de control del Circuito Judicial Penal, extensión Puerto Cabello, Henry Chirino, ordenó su arresto domiciliario. El 30 de septiembre del mismo año se le aprobó un permiso para ausentarse de su residencia solo para oficiar en la Iglesia Maranatha. El 20 de diciembre, seis meses después, Bertucci recibió una medida sustitutiva de libertad con régimen de presentación y se le prohibió la de salida del país. Su defensa apeló y la corte anuló la sentencia, iniciándose un nuevo juicio que se mantiene hasta hoy y está a cargo de la juez N° 2 del Circuito Judicial Penal del estado Carabobo, Rosa Matute.
La empresa Tecnopetrol realizó un contrato con Carlos Gamboa quién es el propietario y operador individual de la empresa Carib Petrolum, ubicada en República Dominicana, para el traslado de 5.000 toneladas métricas de un químico conocido como "Tecsol", un solvente base para la elaboración de desengrasante y removedores de pintura. Carlos Gamboa, de manera personal, firmaría un contrato con la empresa Eitzen Chemical A / S en donde Carib Petrolum figuraría como fletador. La carga sería transportada comercialmente por Eitzen A / S, desde Venezuela a la República Dominicana a través de la embarcación Sichem Challengue (activo de Eitzen). El 29 de junio de 2010, la embarcación arribó en Puerto Cabello, Venezuela para cargar el Tecsol de Tecnopetrol. Según el expediente GP01-R-2010-000234.
En 2011, Eitzen Chemical demandó a Carib Petroleum y a Carlos Gamboa. El demandante testificó que el buque fue detenido como parte de una investigación contra Javier Bertucci, de Tecnopetrol, que “había suministrado el tecsol, bajo sospecha de intentar ilegalmente salir del país con contrabando de combustible diesel mal etiquetado”. En 2018, según otro expediente de ese tribunal en Florida, el representante de la empresa Eitzen, Casper Cleeman testificó que Eitzen no sabía que había más de una entidad de Carib porque Eitzen no tenía un procedimiento escrito para investigar la identidad de la parte que fletaba sus buques, y era común en el comercio confiar en el corredor para examinar al fletador. Sin embargo, reconoció que Eitzen no se basaba en ninguna creencia de que la parte de fletamento fuera Carib-Florida, y no tenía conocimiento de ninguna declaración de Gamboa de que la entidad de fletamento fuera Carib-Florida y no Carib-Bahamas. Reconoció que había varios conocimientos de embarque para la carga en el Sichem Challengue que tenían diferentes descripciones de la carga como "diesel", "solvente" y "Tecsol", pero explicó que esto no era de ningún tipo de preocupación para Eitzen, ya que todos esos eran productos que el barco tenía autorizado a transportar. Gamboa testificó, en parte relevante, que él es el representante de Carib-Bahamas y Carib-Florida y que controla ambas entidades. Estableció Carib-Bahamas en 2002 y Carib-Florida en 2009. Ambas empresas operan principalmente desde su oficina o desde su casa en Miami, Florida. Las empresas no tienen empleados, pero hay "agentes" que sí trabajan para las empresas y se les paga una comisión por sus servicios. Gamboa también testificó que había muchas similitudes entre el DIESEL nacional venezolano y el Tecsol, ya que el Tecsol podría usarse como solvente desengrasante, que es un destilado, y el DIESEL también podría utilizarse para este fin. Con respecto a la carga en el Sichem Challengue, Gamboa admitió que luego de que la carga fue cargada en Venezuela y antes de que llegara a su destino, instruyó al capitán de la embarcación para cambiar la descripción de la carga de Tecsol a "diesel". Explicó que solicitó este cambio porque la carga se iba a mezclar en un diesel una vez que llegara a República Dominicana. Admitió que si hubiera cambiado la descripción a diesel antes de que el embarque saliera de Venezuela, habría sido un problema porque la licencia de Tecnopetrol es para la exportación de Tecsol. Gamboa reconoció que, en envíos anteriores de Tecsol de Tecnopetrol, habían declarado específicamente "que el producto debe denominarse Tecsol (disolvente), y no un diesel sin aromáticos".
En 7 de agosto de 2019 la Sala Penal del Tribunal Supremo de Justicia denegó una solicitud realizada por Gloria Pérez y Vanessa Robles, abogadas de Bertucci, para declarar la nulidad del proceso que lleva abierto casi 10 años sin sentencia firme así como su libertad plena, según se lee en la sentencia N° 158 redactada por el magistrado Maikel Moreno.[cita requerida]
Una causa judicial mercantil revela que en 2012 esa compañía formó un consorcio para la explotación y comercialización de madera con una cooperativa del estado Bolívar. |url=http://www.psuv.org.ve/temas/noticias/enterese-prontuario-ilicito-candidato-javier-bertucci//%7C
El 25 de Junio de 2021, el Tribunal Penal de Juicio del Estado Carabobo Extensión Puerto Cabello decretó el sobreseimiento de la causa a favor de Javier Bertucci. Según declaración publicada por EL NACIONAL se levantaron todas las medidas de coerción personal contra él.

## Panama Papers
Bertucci fue vinculado con la filtración de los Panama Papers en 2016. De acuerdo con una serie de correos electrónicos entregados al diario alemán Süddeutsche Zeitung consultados para una investigación de la periodista Katherine Pennacchio, Bertucci contactó al bufete Mossack Fonseca para ser el presidente de Stockwin Enterprises Inc, una compañía creada en Panamá el 3 de enero de 2012 con un capital de cinco millones de dólares dedicada a la compra-venta de insumos, principalmente la importación de materias primas del sector alimenticio. Desiré Obadia, cliente intermediario de la empresa y la persona encargada de negocia con Mossak Fonsecca, niega que la transacción se haya completado, indicando que para importar se necesita conseguir una licencia de importación y dólares de Cadivi (Comisión Nacional de Administración de Divisas), y que ninguna de las dos cosas de obtuvieron. Durante la investigación se intentó contactar a Javier Bertucci en diversas ocasiones, pero no se recibió respuesta hasta cinco días después de que el reportaje fuese publicado, cuando mediante un comunicado Bertucci explicó que la iniciativa no se concretó y que no tenía los recursos como para poseer cuentas en paraísos fiscales. Tanto la intermediaria de Mossack Fonseca como Bertucci negaron las acusaciones y rechazó el trabajo investigativo hecho por el Consorcio Internacional de Periodistas de Investigación. La periodista fue objeto de ciberacoso y ataques en redes sociales por parte de los seguidores de Bertucci.
El Consorcio Internacional de Periodistas de Investigación, creó un sitio web oficial donde se aloja la base de datos de los involucrados en la filtración y que a traves de un buscador se puede investigar la relación de las empresas con los involucrados.